# Emotie-tv
Emotie-tv is de verzamelnaam voor een genre televisieprogramma's waarbij de makers bewust en exclusief inspelen op de emoties van de kijker. Meestal betreft het programma's die mikken op goedkope sensatie en ook ver gaan om dit effect te bereiken. Het is tegelijk een van de populairste, maar ook een van de vaakst bekritiseerde televisiegenres.

## Geschiedenis
Het fenomeen ontstond tijdens de jaren 1980 in de VS en kende een grote bloei vanaf de jaren 1990, onder invloed van een steeds groter aantal commerciële zenders op televisie die in hun streven naar hogere kijkcijfers steeds vaker beroep deden op programma's die vooral op goedkoop effectenbejag uit waren.
Emotie-tv wordt vooral geassocieerd met realityseries, maar ook sommige spel- en praatprogramma's in een studio vallen soms onder deze noemer.
Wat emotieprogramma's doorgaans van andere televisieprogramma's onderscheidt is dat het format vooral de emotie zelf is. Men is voornamelijk op uit het publiek nieuwsgierig te maken, op te winden, choqueren, boos te maken, te laten huilen of anderen uit te lachen. Sommige programma's camoufleren zich als shows waarbij men de gasten wil helpen en bijstaan. Alhoewel bepaalde tv-makers mogelijk goede intenties hebben manipuleren ze hun gasten, publiek en kijkers duidelijk om zichzelf helemaal te laten gaan. Andere shows zetten zelfs doelbewust dingen in scène om sensationele reacties aan hun gasten en publiek te ontlokken. De negatieve gevolgen hiervan laten hen koud. Sommige reportage- en praatprogramma's beweren ook dat ze het grote publiek vooral willen informeren over taboes die in de maatschappij niet besproken worden. Emotieprogramma's schetsen echter geen informatieve context, noch veel duiding en voeren de taboes louter op vanwege het effectenbejag.

## Soorten emotie-tv

### Ontroering
Sommige programma's willen hun publiek vooral ontroeren. Dit kan gebeuren door vrijgezellen aan elkaar te koppelen of koppels de kans bieden om elkaar in het programma zelf ten huwelijk te vragen (bv.: Ron's Honeymoon Quiz, Blind Date, Love Letters, Wie kiest Tatjana?, Wie wordt de man van Froukje?, Wie wordt de man van Phaedra?, Wie trouwt mijn zoon?, Ja, ik wil... een miljonair!, ...) Een andere vorm is de reünie van mensen die elkaar al in geen jaren meer gezien hebben (Uit het oog, De Surpriseshow,...) of mensen die hun ruzies in een al even tranerige finale weer bijleggen (Het spijt me, Bonje met de buren, enz.).
Een variant hiervan zijn de vele talkshows waarin de presentator zijn gasten tot een openhartige getuigenis dwingt over zijn of haar privéleven. (bv.: The Oprah Winfrey Show, Dr. Phil,...). Meestal gaat het om mensen met een ernstige of terminale ziekte, slachtoffers van een ongeluk, slachtoffers van een misdaad of mensen die een ongelukkig familieleven of relatie achter de rug hebben. Alhoewel ze het er in normale omstandigheden "met niemand" over willen hebben laten ze zich naarmate het gesprek vordert toch verleiden tot een geëmotioneerd gesprek.

### Agressie
Eind jaren 80 en vooral tijdens de jaren 90 ontstonden er diverse talkshows waarin men controversiële thema's besprak en voor- en tegenstanders om de haverklap tegen elkaar begonnen te roepen, schelden en zelfs met elkaar op de vuist gingen (bv.: The Morton Downey, jr. Show, Geraldo, Wally George, The Jerry Springer Show,...) Dit type shows kreeg algauw de pejoratieve bijnaam "trash television" ("vuilnistelevisie"). Onderwerpen werden expres gekozen met de bedoeling hevige woordenwisselingen teweeg te brengen. Ook de gasten zelf waren doorgaans fanatici die het nooit met elkaar eens zouden worden. Het eigenlijke debat, laat staan een consensus, waren bijzaak. Mensen keken zuiver naar deze shows omdat in elke aflevering gasten, publiek en soms zelfs de presentator met elkaar ruzieden. Critici noemden dit type programma's de laagste vorm van entertainment en beschuldigden de makers er ook van dat alles in scène gezet werd.

### Verleggen van persoonlijke grenzen
Bepaalde spelprogramma's daagden deelnemers uit om buitengewone dingen te doen, meestal in ruil voor een hoog geldbedrag, bijvoorbeeld hun fobieën overwinnen (Now or Never,...) of iets waarbij ze zichzelf publiekelijk vernederen (Kassa Kassa,...). Alhoewel de deelnemers er wel rijkelijk voor betaald werden vonden critici dat zij zich wel in het openbaar lieten verlagen, puur om het publiek te amuseren.
In sommige reality-series worden relaties publiekelijk kapotgemaakt doordat kandidaten met de verborgen camera gefilmd worden terwijl ze overspel plegen. Achteraf confronteren ze de mensen er ook mee en ontstaan er hysterische ruzies tussen hen en hun echte partners (vb.: Big Brother, Temptation Island, Undercover Lover, ...) In plaats van deze beelden niet uit te zenden wordt alles open en bloot getoond en worden deze mensen weken nadien nog voor het ganse land belachelijk gemaakt.
Een zeer extreme vorm was Sex voor de Buch, een programma waarin mensen hun seksuele fantasieën voor de camera's konden uitleven. Ook hier werd er geen rekening gehouden met de familieleden, buren, kennissen en vrienden van de deelnemers.

### Leedvermaak
Een ander type emo-tv zijn programma's waar de makers mensen uitnodigen of interviewen met als enige doel walging of leedvermaak bij de kijkers te creëren. Vaak gaat het om excentrieke mensen, kluizenaars, asocialen, mensen met een beroep waar de maatschappij op neerkijkt, personen met een specifieke handicap, ziekte of verslaving, en/of mensen die op naïeve wijze recht voor de raap dingen zeggen en doen die buiten de norm vallen. De programmamakers weten meestal wel dat het grote publiek hierdoor gechoqueerd, gefascineerd of geamuseerd zal zijn, maar nemen deze mensen doorgaans niet tegen zichzelf in bescherming. In plaats daarvan proberen ze hen zelfs aan te porren om nog onfatsoenlijker of buitensporige dingen te zeggen en te doen.
Dit type emo-tv vinden we bijvoorbeeld terug in reportageprogramma's (Jambers, The Jerry Springer Show,...), maar ook in de vorm van spelprogramma's waarbij men doelbewust verschillende mensen bij elkaar zet waarvan men weet dat deze conflicten binnen de groep zullen veroorzaken (Big Brother, Temptation Island, Undercover Lover,...). Een ander type zijn afvallingswedstrijden waarbij mensen expres tegen elkaar op worden gezet of in situaties geplaatst waarbij ze belachelijk worden gemaakt. In de talentenjacht Idols werden minder talentvolle deelnemers door een jury uitgelachen, in het spelprogramma De zwakste schakel werden kandidaten uitgescholden als ze het antwoord op een vraag niet wisten. In Beauty & de Nerd werden een groep sociaal onvaardige mannen bij elkaar gezet met de bedoeling enkele niet al te intelligente knappe vrouwen te verleiden. Alle opdrachten die deze "nerds" kregen waren dingen waar ze niet zo goed in waren (voetbal, dansen, ...) en zodoende maakten ze zichzelf ook onsterfelijk belachelijk. In Who Wants to Marry a Multi-Millionaire? werden een aantal knappe jonge vrouwen tegen elkaar opgezet om een jonge multimiljonair te versieren. De winnares zou dan met hem mogen trouwen. Aan het einde van het seizoen bleek echter dat het allemaal opgezet spel was en de man helemaal niet rijk was.
In Nederland wordt dit ook wel "afbraak-televisie" en "afzeik-tv" genoemd, in Vlaanderen gebruikt men de term uitlachtelevisie.

### Lynch-tv
Een andere vorm van emotieprogramma's is Lynch-tv, waarbij de kijkers tegen een bepaalde persoon worden opgezet met de bedoeling hem na afloop van de uitzending te haten en te veroordelen. Dit kan gebeuren via verborgen camera, waarbij men iemand ontmaskert als een crimineel. Zelfs wanneer er een terechte reden is om zulke mensen te bekritiseren blijft het zeer bedenkelijk dat deze mensen na één uitzending zonder eerlijk proces en zonder supervisie van een echte rechter ineens nationaal veroordeeld worden.

### Schok en sensatie
Bepaalde documentaire- of actualiteitenrubrieken die focussen op schok en sensatie worden ook weleens tot emotie-tv gerekend. In deze shows staan spectaculaire beelden van rampen, misdaden, vechtpartijen, ongelukken, dieren die op hol slaan,... centraal. Het beeldmateriaal wordt vaak spannender gemaakt door er sinistere muziek op te monteren, evenals een enthousiaste commentaarstem en zelfs extra geluidseffecten. De indrukwekkendste scènes worden ook meermaals na elkaar herhaald opdat de kijkers ze goed kunnen bekijken. Alhoewel de shows zichzelf voordoen als documentaires brengen ze in de praktijk bitter weinig duiding. De sensatie zelf staat voorop.

## Kritiek
Emotieprogramma's zijn al vaak bekritiseerd geweest omdat ze de gevoelens van gewone mensen exploiteren voor de ogen van miljoenen kijkers. Men noemt het een moderne vorm van voyeurisme. De makers moedigen de deelnemers vaak aan om hun persoonlijke grenzen te verleggen, waarbij hun waardigheid wordt opgeofferd. Ook focussen de camera- en geluidstechnici schaamteloos op de gênantste taferelen en smeren deze expres breed uit. In veel gevallen is sensatie en leedvermaak in naam van hoge kijkcijfers het enige doel. Het privéleven van de betrokkenen wordt onherroepelijk en soms onherstelbaar beschadigd.
Makers van emotieprogramma's trachten zich vaak te verdedigen dat ze niet verantwoordelijk zijn voor de negatieve effecten die dit op het imago en privéleven van deze mensen nalaat. In hoeverre de gasten voor- en achteraf mentaal voorbereid en begeleid worden op hun televisieverschijning is ook al vaak een onderwerp van discussie geweest.
In 1995 nam een homoseksuele man genaamd Scott Amedure deel aan de Amerikaanse talkshow "The Jenny Jones Show". Hij bekende dat hij verliefd was op een vriend van hem, Jonathan Schmitz, maar deze lachte hem hiervoor publiekelijk uit. Amedure was zichtbaar aangedaan en drie dagen na de uitzending vermoordde hij Schmitz. Hij werd tot 25-50 jaar cel veroordeeld. Amedure's familie klaagde hierop de producers van "The Jenny Jones Show" aan. Het bleek dat de makers Schmitz doelbewust hadden uitgenodigd in het programma en hem hadden verteld dat een kennis van hem heimelijk verliefd op hem was, zonder hem in te lichten dat het om een man ging. Ze hadden zelfs geïnsinueerd dat het een vrouw was. Amedure's familie won de zaak en de show moest hen 25 miljoen betalen. Later werd het verdict ongedaan gemaakt nadat de makers beroep maakten op hun clausule dat ze niet verantwoordelijk zijn voor de veiligheid van hun gasten nadat ze de studio hebben verlaten. Het programma werd in 2003 na tegenvallende kijkcijfers afgevoerd.